# Templepatrick
Templepatrick (Iers: Teampall Phádraig) is een plaats in het Noord-Ierse district Antrim. Templepatrick telt 1551 inwoners. Van de bevolking is 82,7% protestant en 12,3% katholiek.
De Templepatrick Country Club heeft een Hilton Hotel. De golfbaan werd ontworpen door David Jones en David Feherty.